# Aparat krytyczny

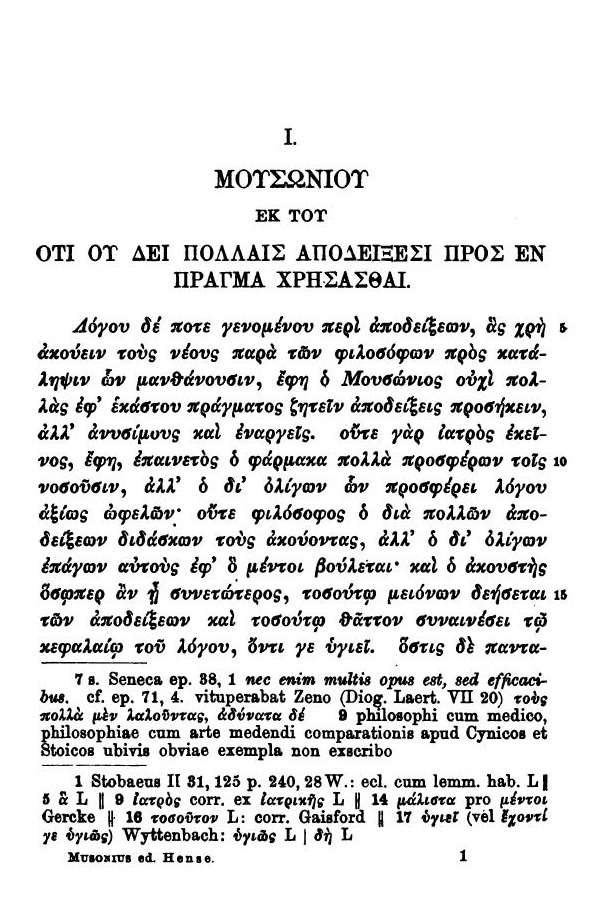
Strona tekstu literatury klasycznej z aparatem krytycznym (przypisy)

Aparat krytyczny (łac. apparatus criticus) – termin z zakresu krytyki tekstu. W tak zwanych wydaniach krytycznych (łac. editiones maiores) jest to rodzaj przypisów do wydawanego tekstu wyliczających znane jego warianty (tzw. lekcje) przekazane przez różne familie manuskryptów, najlepsze koniektury zgłoszone przez uczonych, drobne komentarze edytorskie (zob. znaki edytorskie) itp.
Sensem istnienia aparatu krytycznego jest danie czytelnikowi (na ogół: filologowi-specjaliście) możliwości rekonstrukcji dowolnego fragmentu tekstu w dowolnym z wariantów, pochodzących z głównych rękopisów, z najlepszych wydań oraz z publikacji naukowych poświęconych zagadnieniom krytycznym.
Nowoczesny aparat krytyczny po raz pierwszy zastosował Karl Lachmann około roku 1830. Podobne adnotacje krytyczne pojawiały się w wydaniach już przedtem: główną zasługą Lachmanna jest sformułowanie pewnych uniwersalnych reguł tworzenia aparatu oraz zaproponowanie jednolitego, zrozumiałego dla wszystkich filologów (klasycznych) systemu skrótów i znaków.
W filologii klasycznej językiem, w którym tworzy się aparaty krytyczne, jest łacina – z tego języka pochodzą wszystkie skróty oraz w nim formułowane są zawarte w aparacie, wyżej wspomniane „drobne komentarze edytorskie”.